# František ze Zichy-Ferraris
Hrabě František ze Zichy-Ferraris (maďarsky Zichy-Ferraris Zichy de Zich et Vásonkeő Ferenc, 25. června 1777, Vídeň - 6. října 1839, Bratislava) byl uherský šlechtic z rodu Zichyů z Vaszonykeő. Jako důstojník jezdectva se vyznamenal v napoleonských válkách a v císařské armádě nakonec dosáhl hodnosti polního podmaršála.

## Život
Narodil se jako prvorozený syn vlivného uherského politika a státního ministra Karla Josefa Zichyho (1753–1826) a hraběnky Anny Antonie Marie z Khevenhüller-Metsch (1759–1809).
Sloužil v jezdectvu c.k. armády a v roce 1813 byl povýšen do hodnosti podplukovníka husarského pluku č. 1, v roce 1814 byl jmenován zástupcem velitele pluku. O rok později byl přeložen ke královské uherské gardě ve Vídni.
V roce 1813 velel hrabě Zichy vlastnímu pluku v polním tažení ve Frýdlantsku v Čechách, kde se 19. května postavil na odpor francouzským vojskům generála Vandamma a odrazil nepřátelský útok na Jablonné. Dne 25. srpna téhož roku vyrazil se čtyřmi eskadronami, dvěma rotami petrovaradínských a polovinou baterie, když silné oddíly z nepřátelského tábora postupovaly směrem na Stráž pod Ralskem a Zákupům, kde terorizovali obyvatelstvo.
V armádě později dosáhl hodnosti generálmajor (1828) a polního podmaršála (1836). Byl také císařským komořím (1798) a tajným radou (1827). Dále byl vrchním županem györské župy a do smrti zastával čestný post nadporučíka uherské královské gardy. Za zásluhy byl nositelem Řádu sv. Štěpána.
Zemřel v roce 1839 ve věku 62 let v Prešpurku, pohřben byl v rodové hrobce v kostele sv. Máří Magdaleny v Rusovcích.

## Manželství, potomstvo a spojení rodů

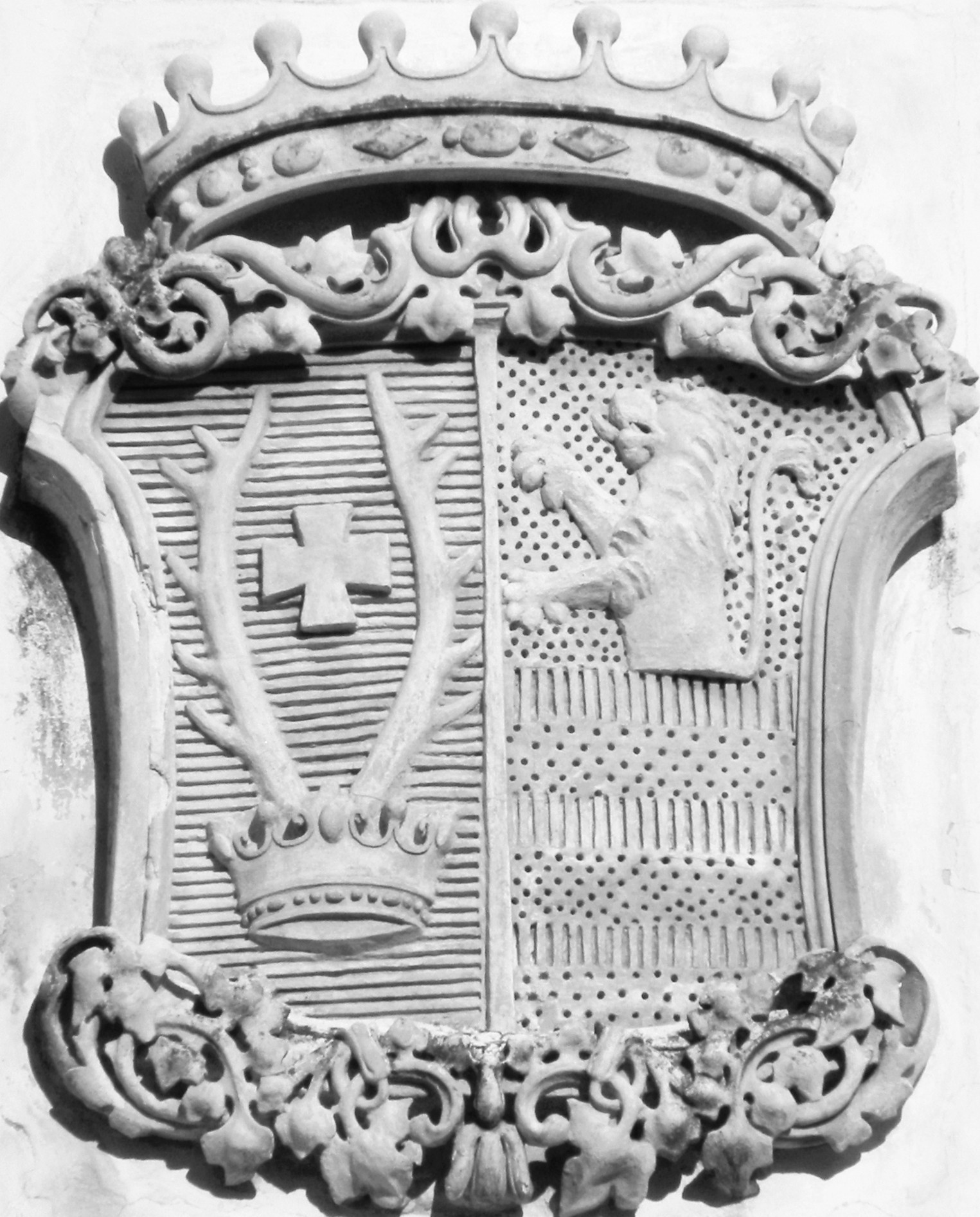
Spojený erb rodů Zichyů a Ferraris

Dne 6. května 1799 se oženil s hraběnkou Marií (Molly) Vilemínou Ferrarisovou (3. září 1780 – 25. ledna 1866), dcerou polního maršála hraběte Josefa Jana Ferrarise (1726 – 1814) a vévodkyně Marie Henriety z Ursel-Hobokenu. Manželé měli osm synů a tři dcery. Mezi nimi syny Emanuela a Felixe. Z dcer Henrieta se provdala za knížete Vincence z Odescalchi a věnovala se dobročinnosti. Druhá dcera Emílie se stala druhou manželkou hraběte Pavla Széchényiho a matkou Ondřeje Széchényiho. Třetí dcera Melanie Marie byla manželkou státního kancléře knížete Klemense Václava z Metternichu a v době zvané vormärz hrála významnou roli.
Na základě císařského svolení získal v roce 1811 právo používat spojená příjmení Zichy-Ferraris de Zich et Vásonkeö. 
Byl majitelem panství v několika župách, jeho hlavním sídlem byl zámek Rusovce poblíž Prešpurku (podle německého názvu Karlburg se tato linie Zichyů označovala jako karlburská).